# Marcelino Vargas
Marcelino Vargas (1921 - ?) – piłkarz paragwajski, bramkarz.
Vargas razem z klubem Club Libertad zdobył w 1945 roku mistrzostwo Paragwaju.
Jako piłkarz klubu Libertad był w kadrze reprezentacji podczas finałów mistrzostw świata w 1950 roku, gdzie Paragwaj odpadł w fazie grupowej. Vargas zagrał w obu meczach – ze Szwecją (stracił 2 bramki) i Włochami (stracił 2 bramki).
W 1951 roku Vargas przeniósł się do Kolumbii, gdzie grał w barwach klubu Deportivo Pereira.
Wciął udział w turnieju Copa América 1955, gdzie Paragwaj zajął przedostatnie, piąte miejsce. Vargas zagrał w czterech meczach – z Argentyną (stracił 5 bramek), Urugwajem (stracił 3 bramki), Ekwadorem i Chile (stracił 5 bramek). W meczu z Peru zastąpił go w bramce Honario Casco.